# Priohybodus
Priohybodus (лат.) — род хрящевых рыб из семейства Hybodontidae отряда гибодонтообразных из поздней юры и раннего мела Ливии , Уругвая, Сомали, Йемена, Эфиопии и Туниса .

## Описание
От Priohybodus сохранились лишь несколько зубов и шип спинной плавник, сходные по строению с зубами и плавниками других гибодонтид.
Имел многобугорковые, сжатые с боков и зазубренные специализированные коронки зубов. Экземпляр из Уругвая имел патологическую коронку зуба

## История открытия
Впервые Priohybodus был обнаружен в 1960 году в песчаниковой формации Чикла (апт-альб, ранний мел) около Налута на северо-западе Ливии. 
Вид был описан на основании обнаруженных зубов и шипа спинного плавника. 